# 이승민 (골프 선수)
이승민(1997년 6월 20일 ~ )은 대한민국의 골프 선수이다. 대한민국의 자폐성 발달 장애인 골프선수로 2022년 7월 새로 창설된 US 어댑티브오픈(US 장애인오픈) 초대 챔피언에 올랐다. 중학교 시절부터 골프를 시작하여 2014년 10월 KPGA(한국프로골프협회) 준회원(세미프로) 선발전을 통과했고, 2017년 6월 발달 장애인 골프 선수로는 처음으로 KPGA 정회원(투어프로) 선발전을 통과했다.
데뷔 후 처음으로 2018년 4월 KPGA 코리안투어 DB손해보험 프로미오픈에서 공동 45위로 컷을 통과했고, 데뷔 후 두 번째로 2022년 6월 SK텔레콤 오픈에서 공동 62위로 컷을 통과했다.
2022년 7월 미국 노스캐롤라이나주 파인허스트리조트 파인허스트 6번코스에서 개최된 제1회 US 어댑티브오픈(장애인오픈)에서 우승하여 초대챔피언에 올랐다.
2023년 4월 KPGA 코리안투어 두 번째 대회이자 개인 첫 번째 출전 대회인 골프존 오픈 in 제주에서 공동 68위 컷을 통과했고, 이후 5월 KB금융 러브챔피언십에서는 공동 37위에 오르는 성적을 거뒀다. 
2023년 7월 미국 노스캐롤라이나주 파인허스트 리조트에서 열린 제2회 US어댑티브 오픈과 2024년 7월 미국 캔자스주 뉴튼 샌드크릭스테이션 GC에서 열린 제3회 US어댑티브 오픈에서 준우승을 차지했다.
2024년 12월에는 호주 멜번 킹스턴 히스(Kingston Heath) GC에서 G4D투어 대회의 하나로 열린 ISPS HANDA 올어빌리티 호주챔피언십에서 큰 스코어차로 당당히 우승했다.
2025년 2월 중국 하이난에서 열린 중국골프협회(CGA) Q-스쿨 2차전에서 최종성적 13위로 총40명에게 주어지는 중국골프투어(CGT) 투어카드를 획득했고, 이어 4월 KPGA 코리안투어 우리금융 챔피언십에서는 공동 22위에 오르며 개인 역대 최고성적을 거뒀다.

## 우승
2022 US 어댑티브오픈(장애인오픈)
2024 ISPS HANDA 호주 올어빌리티 챔피언십

## 활동
- 한국자폐인사랑협회 홍보대사

- 국가보훈처 산하 88골프장 홍보선수